# ジャン＝ミシェル・オラス
ジャン＝ミシェル・オラス (Jean-Michel Aulas 1949年3月22日 - ) は、フランス・ローヌ県ラルブレル出身の実業家。

## 経歴
本業は、フランスのソフトウェア会社CEGID(Compagnie Européenne de Gestion par l'Informatique Décentralisée)の創設者であり、現在は同社の最高経営責任者(CEO)である。地元リヨンのサッカークラブであるオリンピック・リヨンの会長として知られており、1987年に会長に就任すると、就任当時ディヴィジョン・ドゥの一クラブに過ぎなかったリヨンを、2001-2002シーズンからのリーグアン7連覇するほどの強豪チームへと変貌させた。
2022年6月、fuboTVの元CEOであったアメリカ人実業家のジョン・テクスターが代表を務める投資会社「イーグル・フットボール・ホールディングス」にクラブ株式を売却することを発表した。これによりオラスは筆頭株主から少数株主となったが、今後3年間は会長職に留任する予定。しかしテクスターとの関係悪化から2023年5月、36年間に渡った長期政権に終止符を打ち、会長職を退任して名誉会長に退いた。
オラスは2026年に実施されるリヨン市長選挙への立候補が取り沙汰されており、本人は意欲を見せているものの正式な立候補表明には至っていない。2025年6月に行われた世論調査では現職のグレゴリー・ドゥセを抑えて首位に立った。